# Saison 2017 de l'équipe cycliste Movistar
La saison 2017 de l'équipe cycliste Movistar est la trente-huitième de cette équipe.

## Préparation de la saison 2017

### Sponsors et financement de l'équipe
L'équipe est gérée par la société Abarca Sports, fondée en fin d'année 2003 par José Miguel Echavarri, et détenue par celui, Eusebio Unzué et l'avocat Francisco Fernández Maestre. José Miguel Echavarri se retire du cyclisme en 2008 et vend ses parts à Eusebio Unzué, désormais actionnaire majoritaire de la structure,.
Depuis 2011, l'équipe porte le nom de Movistar, marque de son principal sponsor, l'opérateur mobile Telefónica Móviles. Fin 2016, cette entreprise a prolongé jusqu'à 2019 son engagement avec Abarca Sports.
Canyon est le fournisseur de cycles de l'équipe depuis 2014. Les coureurs de Movistar utilisent principalement le modèle Ultimate CF SLX, dans une moindre mesure le modèle Aeroad, ainsi que le Speedmax pour les contre-la-montre. Ces vélos sont équipés de groupes électriques et de roues de marque Campagnolo,,.
L'entreprise écossaise Endura est le fournisseur de vêtements et d'accessoires, également depuis 2014 et jusqu'en 2019. Le maillot porté par les coureurs durant cette saison est semblable à celui des années précédentes. Le logo « M », de couleur lime sur fond bleu foncé, prend plus d'espace sur le torse comme dans le dos, tandis que le mot « Movistar » en disparaît et n'est plus présent que sur le col et les flancs. Sur les manches, le logo de Telefonica est remplacé par celui de O2. Le nom du compte twitter de chaque coureur est désormais imprimé au dos du maillot, sous le col. Abus est en 2017 le nouveau fournisseur de casques de Movistar. Les autres sponsors techniques sont Diadora, fournisseur de chaussures de l'équipe depuis 2014, et Adidas, fournisseur de lunettes.

### Arrivées et départs
| Arrivées           | Équipe 2016            |
| ------------------ | ---------------------- |
| Carlos Barbero     | Caja Rural-Seguros RGA |
| Daniele Bennati    | Tinkoff                |
| Nuno Bico          | Klein Constantia       |
| Richard Carapaz    | Lizarte                |
| Héctor Carretero   | Lizarte                |
| Víctor de la Parte | CCC Sprandi Polkowice  |

| Départs           | Équipe 2017    |
| ----------------- | -------------- |
| Ion Izagirre      | Bahrain-Merida |
| Juan José Lobato  | Lotto NL-Jumbo |
| Javier Moreno     | Bahrain-Merida |
| Francisco Ventoso | BMC Racing     |
| Giovanni Visconti | Bahrain-Merida |

## Déroulement de la saison

### Début de saison
La saison UCI World Tour débute avec le Tour Down Under que l'équipe aborde sans réelles ambitions. Le leader pour le classement général est le jeune et prometteur Marc Soler mais aucun objectif ne lui est fixé. Il est soutenu par Gorka Izagirre et les frères Jesus et José Herrada. L'équipe est complétée par Carlos Barbero, Víctor de la Parte et Jasha Sütterlin. Deuxième de la deuxième étape, Gorka Izagirre occupe la même place au classement général pendant trois jours. Il est cependant victime d'une chute lors de la troisième étape et les douleurs causées par celle-ci l'empêchant de suivre les meilleurs lors de l'« étape-reine » à Willunga Hill,. Jesús Herrada, treizième du classement général, est le Movistar le mieux classé.
Les leaders Nairo Quintana et Alejandro Valverde commencent leur saison au Challenge de Majorque, première compétition espagnole du calendrier. Au Trofeo Serra de Tramontana, remporté en solitaire par Tim Wellens, Andrey Amador et Alejandro Valverde sont cinquième et neuvième. Valverde obtient ensuite la deuxième place du Trofeo Andratx-Mirador des Colomer, battu au sprint par Wellens. La dernière épreuve, le Trofeo Playa de Palma, est disputée au sprint. Quintana puis Valverde y sont échappés. Le premier remporte les prix de la montagne et des sprints intermédiaires, le second le prix de la combativité.
Movistar obtient ses premières victoires de l'année au Tour de la Communauté valencienne. Ses coureurs y prennent la quatrième place du contre-la-montre par équipe par lequel débute cette course. Son leader Nairo Quintana accuse ainsi un retard sur ceux de BMC, Sky et Quick Step. Lors de la quatrième étape, Quintana attaque dans l'ascension du Mas de la Costa. D'abord suivi par Merhawi Kudus, il termine seul avec quarante secondes d'avance, prend la première place du classement général, et la conserve le lendemain à l'issue de la dernière étape, disputée au sprint. Ce succès lui permet de s'estimer « sur la bonne voie » en vue de ces objectifs de la saison. Movistar gagne en outre le classement par équipes,. Durant la même semaine, un autre groupe de coureurs dispute le Dubaï Tour. Alex Dowsett est le membre de Movistar le mieux classé au classement général, à la dixième place.
Le 11 février, Alejandro Valverde s'impose pour la cinquième fois sur le Tour de Murcie. Échappé en solitaire à plus de soixante kilomètres de l'arrivée, il gagne avec plus de deux minutes d'avance. Il s'impose à nouveau quelques jours plus tard lors de la première étape du Tour d'Andalousie. Le lendemain, il est troisième de l'étape-reine, remportée à Mancha Real par Thibaut Pinot devant Alberto Contador. Ce dernier prend la tête du classement général avec trois secondes d'avance. En prenant la deuxième place du contre-la-montre, Valverde parvient à repasser devant Contador, pour une seconde. Il conserve cet avantage et remporte le Tour d'Andalousie pour la cinquième fois depuis 2012.
La deuxième moitié du mois de février voit la Movistar prendre part à deux courses par étapes portugaises, le Tour de l'Algarve et le Tour de l'Alentejo. Au premier, Jonathan Castroviejo s'impose lors de l'étape contre la montre, et termine septième du classement général. Au Tour de l'Alentejo, Movistar est la seule équipe World Tour présente. Troisième de la première étape, deuxième le lendemain, Carlos Barbero prend à cette occasion la tête du classement général. Grâce à de nouvelles places d'honneur, il ne la quitte plus et s'impose sur ce Tour, ainsi qu'au classement par points.
Au Tour d'Abou Dabi, fin-février, Nairo Quintana est l'une des « têtes d'affiche », aux côtés notamment d'Alberto Contador et Vincenzo Nibali. Lors de l'unique étape montagneuse de cette course, il lance la première attaque dans l'ascension du Jebel Hafeet (en). Il est cependant marqué par les autres favoris,. Dixième de l'étape, il finit treizième du classement général.

### Mars-avril: succès sur les courses par étapes et les classiques ardennaises
Aux Strade Bianche, les leaders de Movistar sont Bennati et Amador. Ce dernier est le mieux classé, à la 29e place,. 58e des Strade Bianche, sa première course World Tour, Carapaz s'illustre le lendemain en prenant la deuxième place du GP Larciano. Figurant dans une échappée, il est devancé au sprint par Yates,.
Lors de Paris-Nice, après trois étapes disputées au sprint et sans résultat pour Movistar, Gorka Izagirre prend la quatrième place du contre-la-montre arrivant au mont Brouilly et prend troisième place du classement général. Il recule d'une place lors de la sixième étape au profit de Sergio Henao et conserve la quatrième place. Sur Tirreno-Adriatico, Movistar prend la quatrième place du contre-la-montre par équipes inaugural. Neuvième le lendemain, Nairo Quintana s'impose lors de la quatrième étape au mont Terminillo et prend la tête du classement général. Il n'est pas inquiété lors des deux étapes suivantes. Quarante-cinquième du contre-la-montre final, il remporte néanmoins ce Tirreno-Adriatico avec 25 secondes d'avance sur le vainqueur d'étape, Rohan Dennis. Movistar s'impose au classement par équipes. Sur Milan-San Remo, Bennati est le leader de l'équipe, qui aligne quatre coureurs découvrant cette course. Arrivé dans le premier peloton après le trio de tête, Bennati prend la quatorzième place.
Au Tour de Catalogne, lors de la deuxième étape, un contre-la-montre par équipes, Movistar réalise le meilleur temps avant d'être pénalisée d'une minute pour une poussée de José Joaquín Rojas sur ses coéquipiers Nélson Oliveira et Andrey Amador. Elle est par conséquent classée troisième, à 58 secondes de BMC. Le lendemain, Valverde s'impose en devançant Daniel Martin au sprint et passe à la quatrième place du classement général. Il gagne à nouveau lors de la cinquième étape, à La Tortosa, cette fois en solitaire, et prend la tête du classement général devant Froome et Contador. Il conforte cette place lors la sixième étape, où il est deuxième. Il s'impose enfin lors de la sixième et dernière étape et assure sa victoire au classement général avec plus d'une minute d'avance sur Contador. Vainqueur de trois étapes, il est lauréat du classement par points. Marc Soler, troisième du classement général, est meilleur jeune, et Movistar domine le classement par équipes. Durant la même semaine, Movistar est présente lors de trois classiques flamandes du World Tour. Sütterlin est le mieux classé (48e) lors d'A travers les Flandres. Au GPE3, Barbero (39e) et Sütterlin (41e) terminent dans le peloton, et Bennati termine 24e de Gand-Wevelgem.
Au Grand Prix Indurain, Movistar place trois coureurs parmi les dix premiers, Marc Soler est cinquième. Au Tour de La Rioja, Movistar est une des deux équipes World Tour présentes. Sutherland obtient sa première victoire depuis 2012 en s'y imposant en solitaire. Il devance de 20 secondes le groupe dont il s'est échappé et dans lequel figure José Joaquin Rojas, troisième.
Au Tour des Flandres, Oliveira, 18e, est le mieux classé.
Au Tour du Pays basque, Valverde prend la tête du classement général en gagnant la cinquième et avant-dernière étape. Quatre coureurs sont alors dans le même temps que lui au classement général. Le lendemain, il est deuxième du contre-la-montre final derrière Primoz Roglic, et remporte ainsi pour la première fois le Tour du PB. Il devance à nouveau Contador, de 17 secondes. Il s'impose également au classement par points,. Durant la même semaine, au Circuit de la Sarthe, Alex Dowsett s'impose en contre-la-montre devant Castroviejo. Bennati est quatrième de cette étape. Dowsett prend la tête du CG à cette occasion, et le cède dès le lendemain à Lilian Calmejane (Direct Energie), vainqueur de l'étape en solitaire. Bennati, cinquième du classement général, est le coureur le mieux classé de Movistar, qui s'impose au classement par équipes. Le même jour, Movistar est la seule équipe World Tour présente à la Klasika Primavera, et y obtient la victoire pour la troisième année consécutive. Gorka Izagirre s'échappe dans la dernière ascension, à une quinzaine de kilomètres de l'arrivée, et passe la ligne seul avec six secondes d'avance sur ses poursuivants. Sütterlin et Bennati sont les deux coureurs les mieux placés sur Paris-Roubaix (40e et 41e).
Alejandro Valverde aborde les classiques ardennaises en position de favoris. Lors de l'Amstel Gold Race, il termine dans le peloton, à la 19e place, tandis Rojas, qui s'est glissé dans le groupe de tête formé dans le Kruisberg à une quarantaine de kilomètres de l'arrivée, prend la cinquième place. Quelques jours plus tard, Valverde domine ses adversaires lors de la Flèche wallonne, où il attaque, comme à son habitude, à environ 200 mètres de l'arrivée. C'est sa cinquième victoire sur cette course, un record,. Il termine la semaine avec une nouvelle victoire sur Liège-Bastogne-Liège, devançant Daniel Martin et Michal Kwiatowski. Il dédie ce succès à son ami Michele Scarponi, tué la veille dans un accident de circulation durant un entraînement.
Au Tour de Romandie, Alex Dowsett est deuxième du prologue, battu de deux secondes par Fabio Felline. Jesús Herrada est troisième de la première étape, le lendemain, puis perd sa place sur le podium lors de la quatrième étape, et recule encore lors de la dernière étape, un contre-la-montre. Il prend la neuvième place du classement général et Movistar gagne le classement par équipes. Au Tour des Asturies, où Movistar est la seule équipe World Tour présente, Nairo Quintana s'impose en montagne, à l'Alto del Acebo, et prend la deuxième place du classement général derrière Raúl Alarcón.

### Tour d'Italie
Nairo Quintana est entouré d'une équipe expérimentée, composée de Andrey Amador, Winner Anacona, dont le rôle sera important en montagne, Rory Sutherland, Daniele Bennati et Jose Joaquin Rojas, tous trois attendus en plaine et dans les montées plus courtes, ainsi que José Herrada, Gorka Izagirre et Victor de la Parte. La huitième étape est remportée par Gorka Izagirre. Rescapé d'une échappée de quinze coureurs, il obtient la plus belle victoire de sa carrière. Le lendemain, après une première semaine discrète, Nairo Quintana domine nettement ses adversaires dans l'ascension du Blockhaus et s'empare du maillot rose. À l'exception de Pinot et Dumoulin, à 24 secondes, et Mollema, à 41 secondes, tous perdent au moins une minute.
Quintana cède cependant sa première place au classement général dès l'étape suivante, un contre-la-montre remporté par Tom Dumoulin, désormais maillot rose avec 2 minutes et demie d'avance.

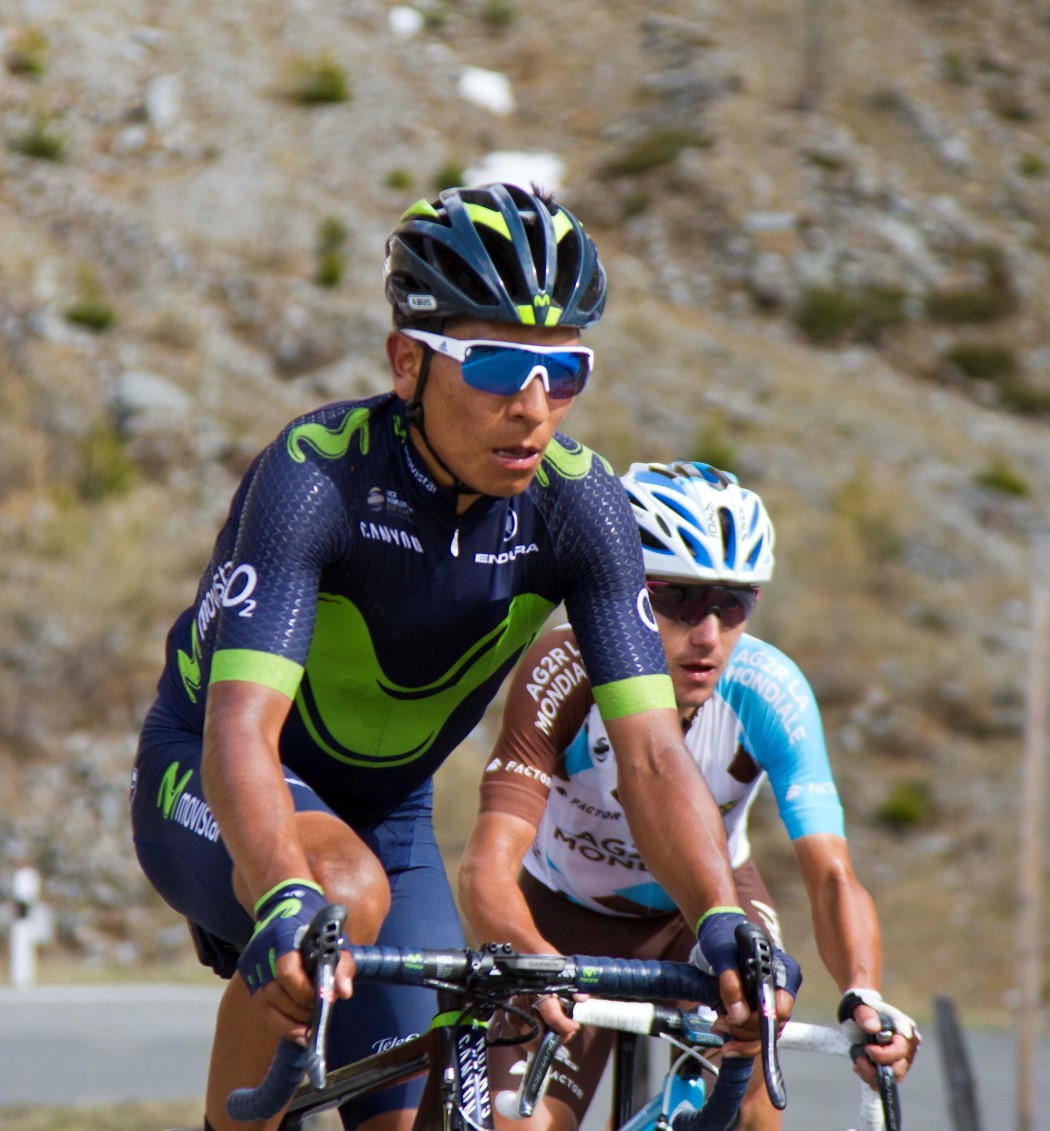
Nairo Quintana durant la seizième étape.

Durant les jours qui suivent, Dumoulin surprend en renforçant son avance en montagne. Il s'impose ainsi au Sanctuaire d'Oropa (14e étape). Lors de la seizième étape, étape-reine de ce Giro, Quintana reprend deux minutes sur Dumoulin. Ce n'est cependant pas dans les ascensions du jour, notamment le Stelvio, qu'il creuse cet écart. Dumoulin est en effet contraint de s'arrêter à cause de problèmes gastriques, tandis que Quintana, malgré la présence d'équipiers à l'avant de la course, reste discret dans le peloton. Il attaque en fin d'étape, dans le col de l'Umbrail, avant d'être distancé par Nibali dans la descente et de prendre la troisième place,. Quintana retrouve le maillot rose lors de la 19e étape. L'équipe Movistar parvient à distancer Tom Dumoulin pendant une quarantaine de kilomètres, en accélérant en tête du peloton. Revenu dans ce dernier, Dumoulin ne peut suivre ses concurrents dans l'ascension de Piancavallo et perd plus d'une minute.  Quintana concède toutefois douze secondes à Thibaut Pinot, de sorte que ses trois suivants au classement général ont moins d'une minute de retard. Le La dernière étape, un contre-la-montre d'une trentaine de kilomètres, est cependant plus favorable à Dumoulin. Celui-ci en prend la deuxième place. Quintana perd une minute et demie et termine deuxième de ce Giro, à 31 secondes de Dumoulin.
Durant cette dernière semaine de course, Quintana a repris trois minutes et demie à Dumoulin, ce qui peut décevoir étant donné le terrain favorable à ses qualités de grimpeur. Pour le manager de Movistar Eusebio Unzué, « il a manqué à Nairo Quintana le point de pour cent d'excellence qu'il a eu auparavant. Sur ce Giro, à l'exception du jour du Blockhaus, il n'a pas su faire la différence. Les favoris étaient au même niveau. » Il n'est cependant pas déçu de la prestation de Quintana : « Il a fait montre de beaucoup de classe dans la course, car il n'avait pas autant de tranchant que par le passé, surtout en montagne, mais également contre la montre. »

### Mai-juin

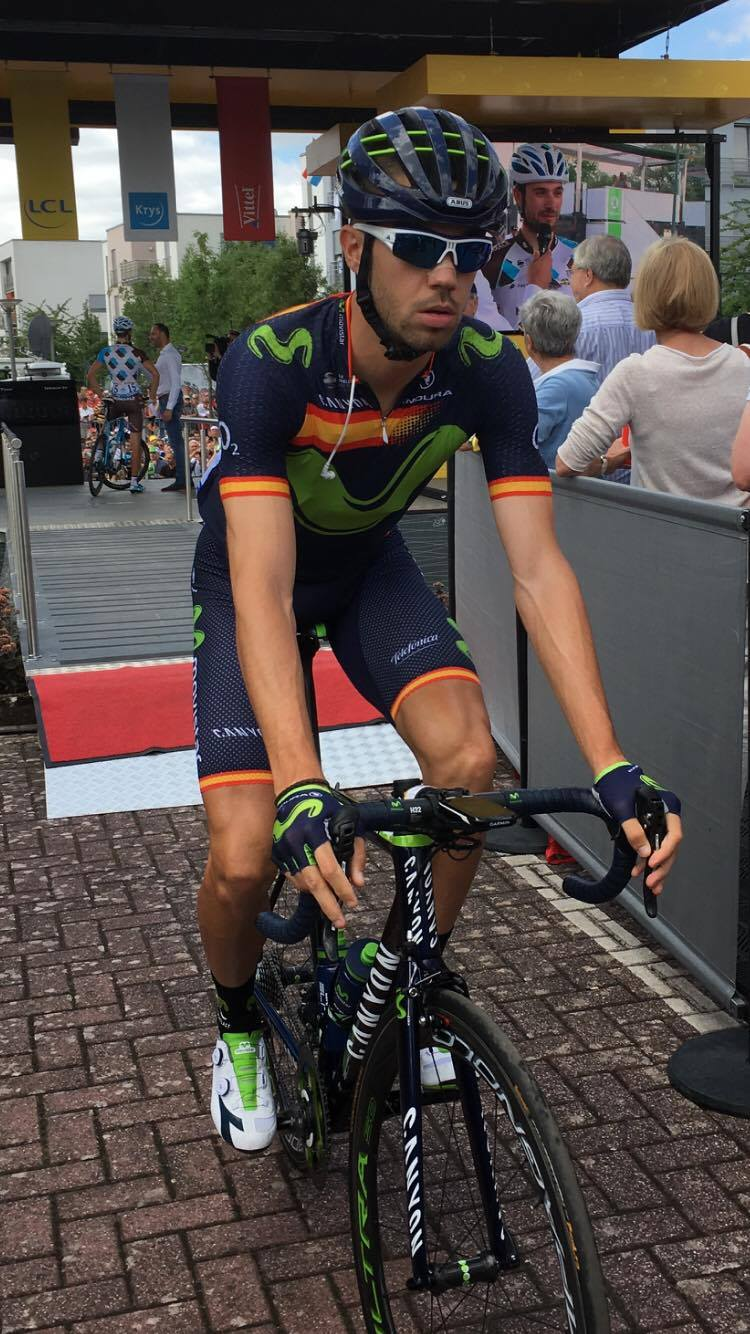
Jesús Herrada vêtu du maillot distinctif de champion d'Espagne durant le Tour de France.

En juin, Valverde reprend la compétition au Critérium du Dauphiné après un mois de repos. Lors de la quatrième étape, il est auteur d'un contre-la-montre satisfaisant (3e), et occupe alors la même place au classement général. Il perd cependant du temps sur ses adversaires lors des étapes suivantes : 50 secondes sur Fuglsang, vinaqueur d'étape, Froome, Porte et Aru
à La Motte Servolex, puis une vingtaine de secondes à l'Alpe d'Huez. Lors de la dernière étape, il attaque en compagnie de Fabio Aru au pied du col de la Colombière. Ils sont cependant repris au bas de l'ascension finale vers le plateau de Solaison. Dixième de l'étape, Valverde finit neuvième du classement général.
S'estimant fatigué après le Tour d'Italie, Nairo Quintana ne participe pas à la Route du Sud, dont il est le tenant du titre, et ne dispute ainsi aucune course entre le Giro et le Tour de France. En son absence, Richard Carapaz termine deuxième du classement général et remporte le classement du meilleur jeune.
Fin juin, Movistar réalise un cinquième doublé aux championnats d'Espagne. Jesús Herrada, déjà vainqueur en 2013, remporte son deuxième championnat d'Espagne, le huitième consécutif pour Movistar. Il s'impose avec cinq secondes d'avance sur Valverde. Jonathan Castroviejo décroche son troisième titre contre la montre. Movistar place cinq coureurs parmi les six premiers. Le Britannique Alex Dowsett et l'Allemand Jasha Sütterlin prennent la deuxième place de leur championnat national contre-la-montre.

### Juillet-août
Deux jours après l'arrivée du Tour, José Herrada prend la quatrième place de la Prueba Villafranca.
Fin juillet et début août, Movistar est présente au Tour de Pologne, course du World Tour, et plusieurs courses en Espagne. Gorka Izagirre est le coureur le mieux classé de l'équipe au Tour de Pologne (14e). Durant la Classique de Saint-Sébastien, Imanol Erviti participe à une échappée puis tente sa chance seul dans l'ascension du Jaizkibel avant d'être repris à une cinquantaine de kilomètres de l'arrivée. Daniel Moreno, 25e, est le coureur le mieux classé de l'équipe. Deux jours plus tard, Carlos Barbero s'impose au Circuit de Getxo. José Herrada est troisième. Au Tour de Burgos, Calors Barbero gagne à nouveau lors de la quatrième étape et décroche ainsi la 31e et dernière victoire de Movistar en 2017. Il bat Gianni Moscon et Julian Alaphilippe au sprint. Septième de la dernière étape aux lagunes de Neila, Daniel Moreno termine à la même place au classement général. Durant cette semaine également, Carretero et de la Parte représentent l'Espagne au championnat d'Europe du contre-la-montre et en prennent les 20e et 21e places.
La semaine suivante se déroule le BinckBank Tour, aux Pays-Bas et en Belgique. Jasha Sütterlin y obtient une onzième place jugée satisfaisante. Tandis que neuf coureurs prennent le départ du Tour d'Espagne, d'autres disputent la Cyclassics Hamburg et la Bretagne Classic, deux classiques du World Tour, séparées du Tour du Poitou-Charentes. À Hambourg, Sütterlin prend part à une échappée de vingt coureurs reprise à 5 km de l'arrivée. Il termine 24e.
Héctor Carretero se met en évidence à Plouay avec une attaque dans l'ascension finale. Il est toutefois repris. Barbero, meilleur Movistar, est seizième. Au Tour du Poitou-Charentes, Jonathan Castroviejo est deuxième du contre-la-montre et du classement général. Movistar remporte le classement par équipes.

### Tour d'Espagne

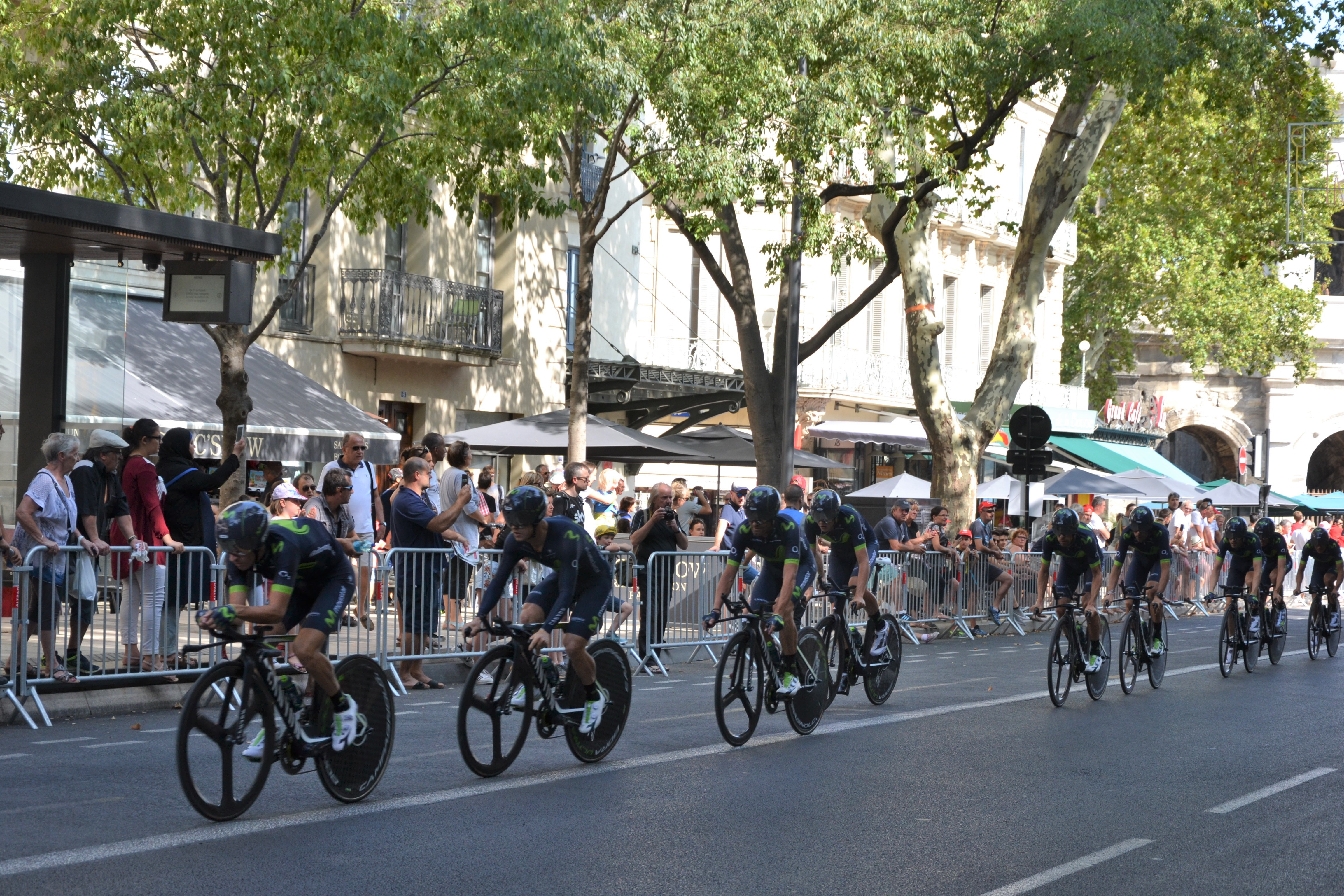
L'équipe Movistar durant la première étape du Tour d'Espagne, à Nîmes.

Au Tour d'Espagne, Movistar ne peut compter ni sur Quintana, tenant du titre mais qui a déjà disputé Giro et Tour cette année, ni Valverde, blessé au Tour de France. En leur l'absence, l'équipe aligne une sélection relativement jeune et inexpérimentée. Quatre des neufs coureurs disputent en effet leur premier grand tour à cette occasion : Jorge Arcas, Richard Carapaz, Antonio Pedrero et Marc Soler, vainqueur du Tour de l'Avenir 2015 et espoir de cyclisme espagnol. Ils sont accompagnés par Carlos Betancur, qui peut espérer obtenir un bon classement sur la lancée de son Tour de France, Daniel Moreno, régulier bien placé, José Joaquín Rojas, Nélson Oliveira et Rubén Fernández. Les résultats obtenus par Movistar durant cette Vuelta sont décevants. Victime d'une chute, Betancour doit abandonner après une semaine de course. Moreno, semblant en bonne forme, est lui aussi victime d'une chute en début de course. José Joaquin Rojas participe à six échappées et obtient le meilleur résultat de l'équipe en prenant la deuxième place de la dixième étape,,.

### Fin de saison
Durant la dernière semaine de la Vuelta, Movistar est également présente sur les classiques canadiennes du World Tour, ainsi qu'au Tour de Grande-Bretagne. Jonathan Castroviejo, neuvième du contre-la-montre et douzième du classement général, est le coureur le mieux classé de l'équipe lors de cette course. Au Grand Prix de Montréal, Jesus Herrada prend la deuxième place, battu au sprint par Diego Ulissi. Au Grand Prix de Québec, Sutterlin et Herrada, 19e et 20e, sont les deux mieux classés.
Comme en 2012, 2014 et 2016, la Movistar est sixième du championnat du monde du contre-la-montre par équipes, à Bergen en Norvège. Erviti, Sütterlin, Amador, Castroviejo, Izagirre et Dowsett terminent à 1 min 19 s de l'équipe championne, Sunweb. Quatre coureurs de l'équipe disputent le contre-la-montre individuel de ces championnats : Jonathan Castroviejo et Gorka Izagirre pour l'Espagne, Jasha Sütterlin pour l'Allemagne et Nelson Oliveira pour le Portugal. Celui-ci réalise le meilleur résultat en prenant la quatrième place. Quatrième du pointage intermédiaire avant d'entamer l'ascension finale, il change de vélo comme d'autres concurrents, et effectue une bonne montée qui lui permet de prendre la tête du classement provisoire. Il est ensuite devancé par Tom Dumoulin, Primoz Roglic et Chris Froome. Sa quatrième place est le meilleur résultat obtenu par un Portugais lors d'un championnat du monde du contre-la-montre. Jonathan Castroviejo prend la quatorzième place, Gorka Izagirre la 27e et Jasha Sütterlin la 35e. Durant la course en ligne, Andrey Amador prend part à une échappée de dix coureurs partie en début de course et reprise à cinq tours de la fin. Castroviejo, 32e, est le coureur Movistar le mieux classé.

Coureurs de Movistar au championnat du monde du contre-la-montre à Bergen.
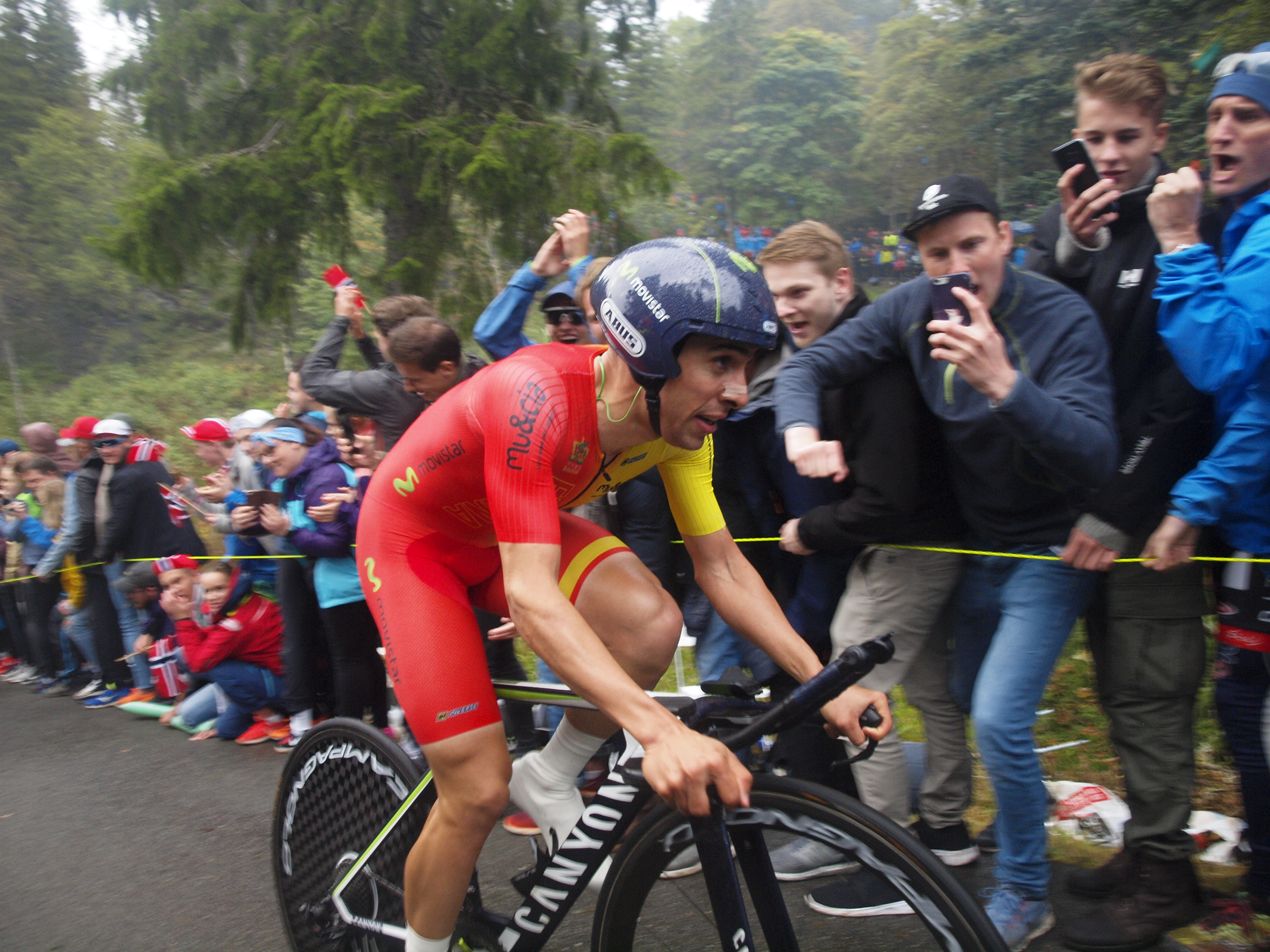
Jonathan Castroviejo
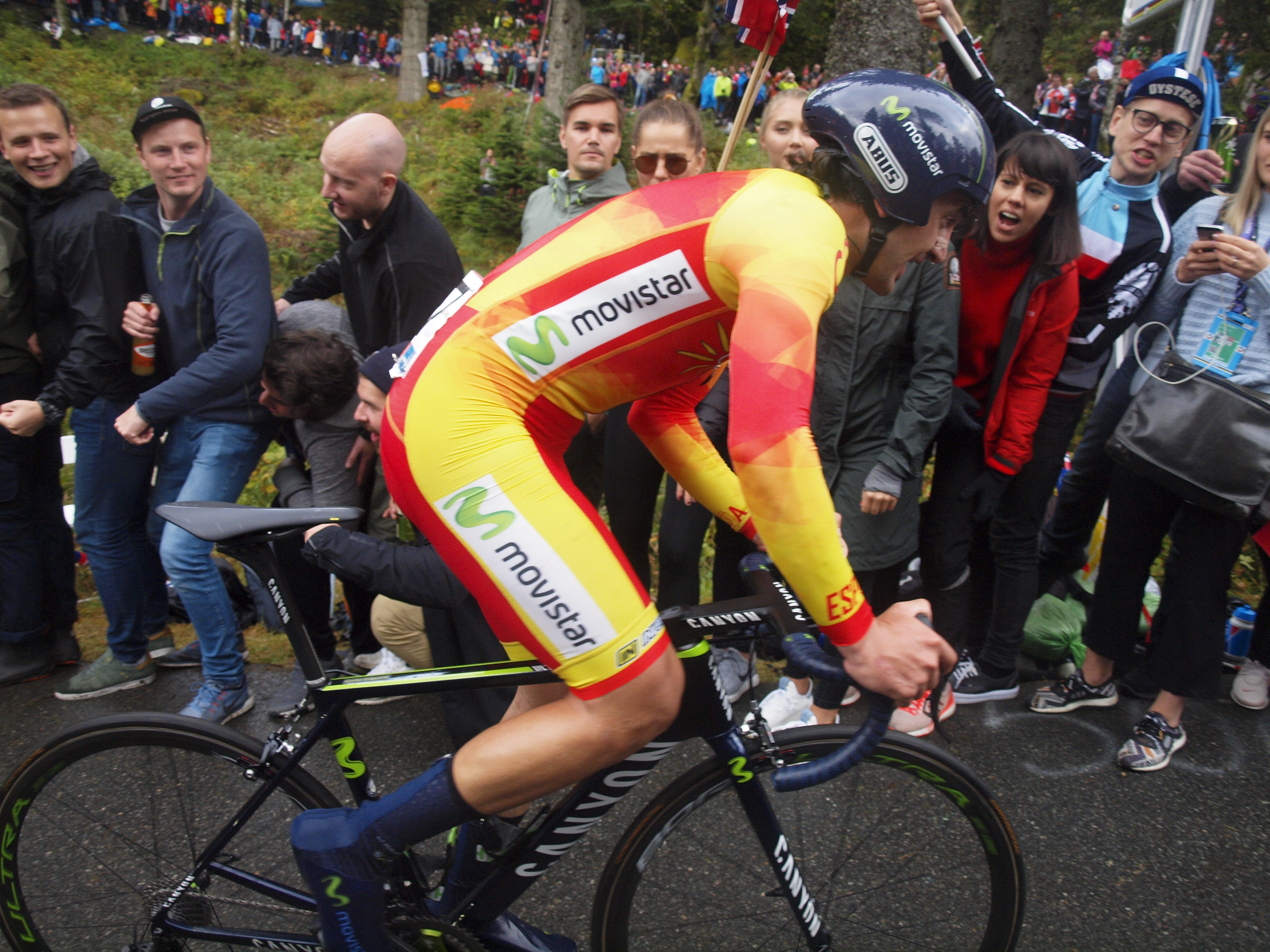
Gorka Izagirre
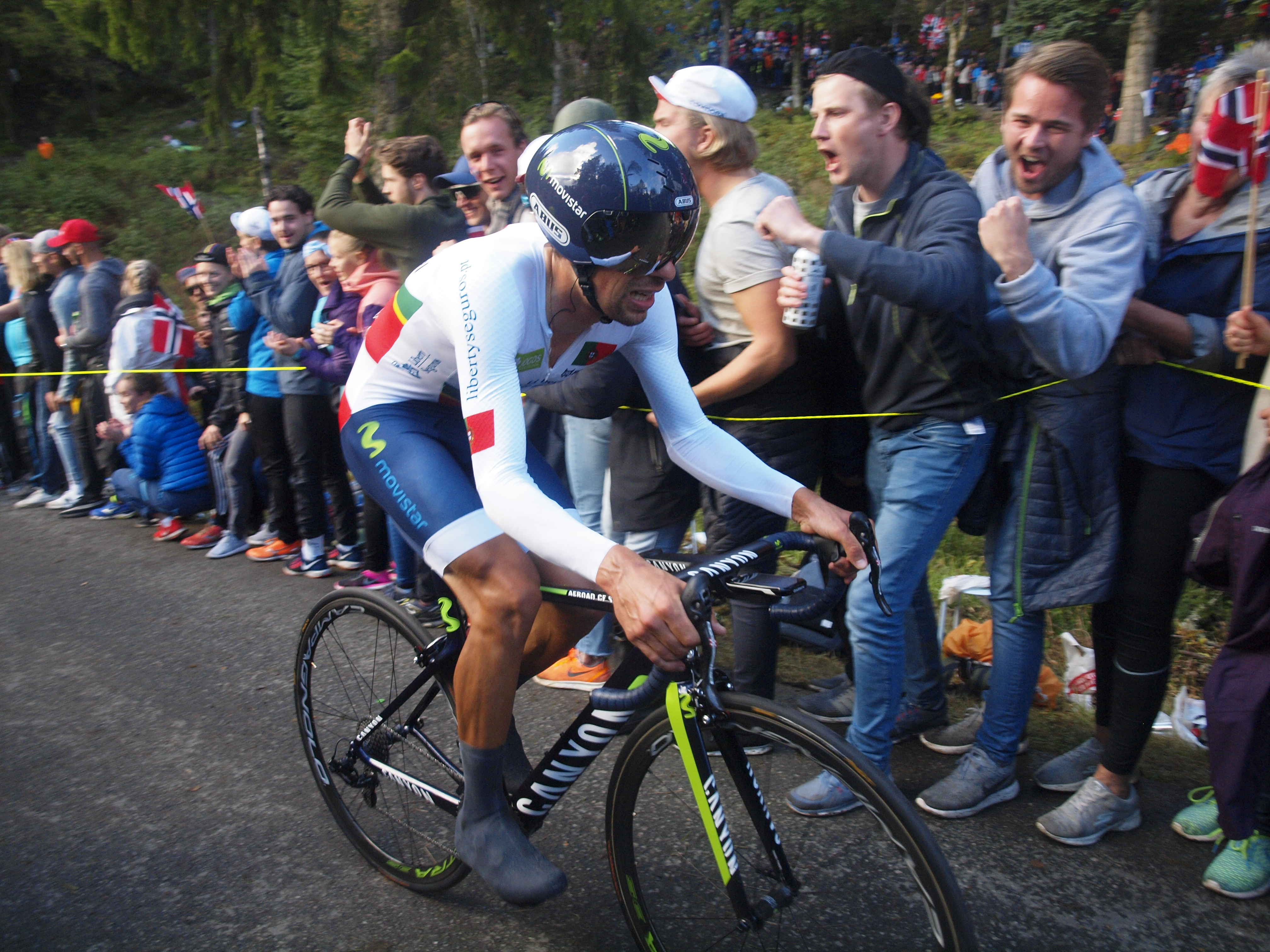
Nelson Oliveira
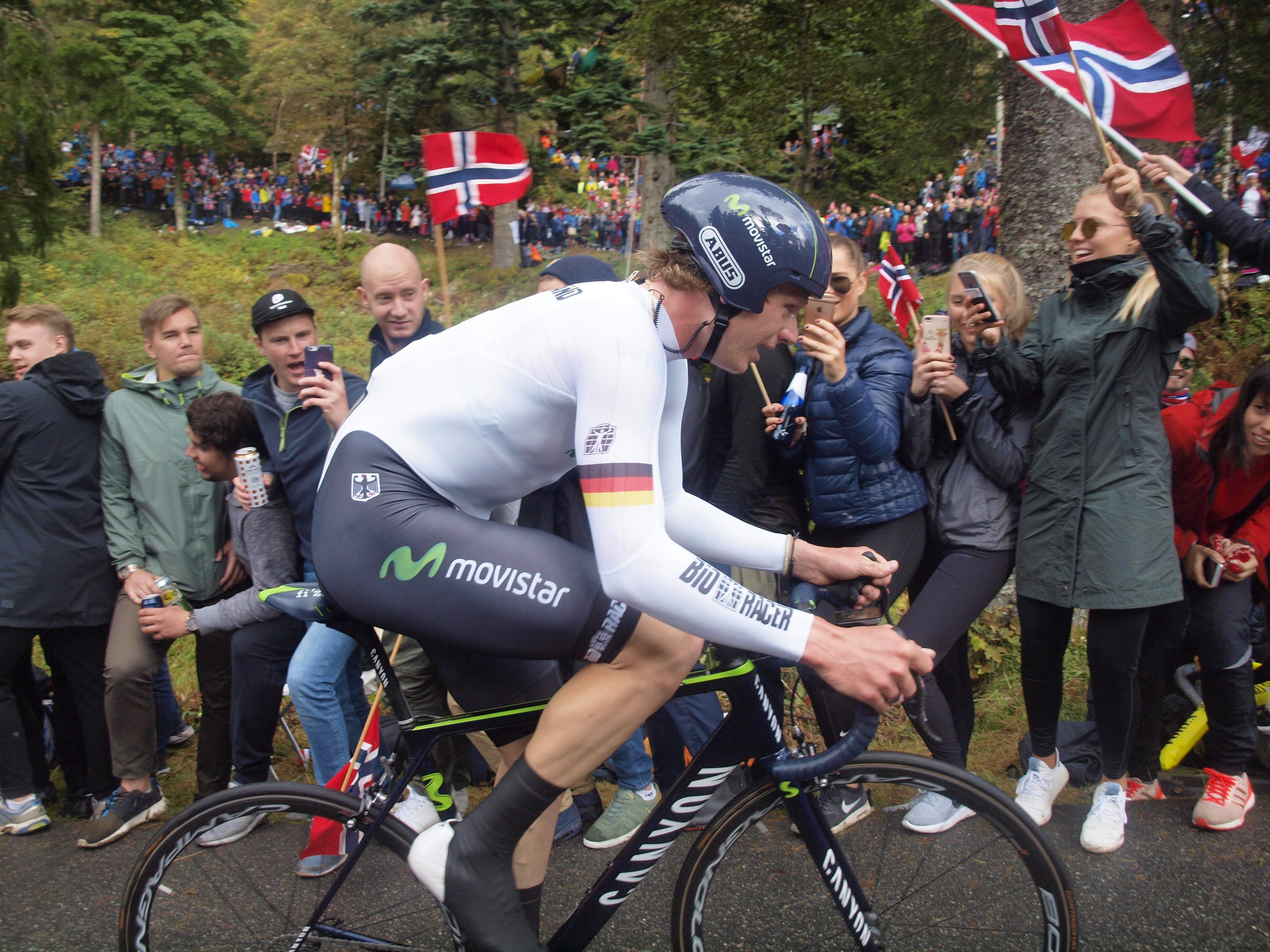
Jasha Sütterlin

Après avoir repris la compétition aux championnats du monde, Quintana dispute les classiques italiennes de fin de saison. Discret lors des Trois vallées varésines (58e, à plus d'une minute des meilleurs), il se classe quatrième de Milan-Turin et neuvième du Tour de Lombardie.
Jonathan Castroviejo représente Movistar au Chrono des Nations-Les Herbiers-Vendée. Il en prend la troisième place, derrière les Danois Martin Toft Madsenet Mikkel Bjerg. L'équipe termine sa saison au Tour de Guangxi, dernière course du calendrier World Tour. Jesus Herrada, onzième de l'étape-reine et 13e du classement général, est le mieux classé de l'équipe.

## Coureurs et encadrement technique

### Effectif
Vingt-huit coureurs constituent l'effectif de l'équipe.
| Cycliste                | Date de naissance | Nationalité | Équipe 2016            |  |
| ----------------------- | ----------------- | ----------- | ---------------------- |  |
| Andrey Amador           | 29 août 1986      | Costa Rica  | Movistar               |  |
| Winner Anacona          | 11 août 1988      | Colombie    | Movistar               |  |
| Jorge Arcas             | 8 juillet 1992    | Espagne     | Movistar               |  |
| Carlos Barbero          | 29 avril 1991     | Espagne     | Caja Rural-Seguros RGA |  |
| Daniele Bennati         | 24 septembre 1980 | Italie      | Tinkoff                |  |
| Carlos Betancur         | 13 octobre 1989   | Colombie    | Movistar               |  |
| Nuno Bico               | 3 juillet 1994    | Portugal    | Klein Constantia       |  |
| Richard Carapaz         | 29 mai 1993       | Équateur    | Lizarte                |  |
| Héctor Carretero        | 28 mai 1995       | Espagne     | Lizarte                |  |
| Jonathan Castroviejo    | 27 avril 1987     | Espagne     | Movistar               |  |
| Víctor de la Parte      | 22 juin 1986      | Espagne     | CCC Sprandi Polkowice  |  |
| Alex Dowsett            | 3 octobre 1988    | Royaume-Uni | Movistar               |  |
| Imanol Erviti           | 15 novembre 1983  | Espagne     | Movistar               |  |
| Rubén Fernández Andújar | 1er mars 1991     | Espagne     | Movistar               |  |
| Jesús Herrada           | 26 juillet 1990   | Espagne     | Movistar               |  |
| José Herrada            | 1er octobre 1985  | Espagne     | Movistar               |  |
| Gorka Izagirre          | 7 octobre 1987    | Espagne     | Movistar               |  |
| Adriano Malori          | 28 janvier 1988   | Italie      | Movistar               |  |
| Daniel Moreno           | 5 septembre 1981  | Espagne     | Movistar               |  |
| Nélson Oliveira         | 6 mars 1989       | Portugal    | Movistar               |  |
| Antonio Pedrero         | 23 octobre 1991   | Espagne     | Movistar               |  |
| Dayer Quintana          | 30 août 1992      | Colombie    | Movistar               |  |
| Nairo Quintana          | 4 février 1990    | Colombie    | Movistar               |  |
| José Joaquín Rojas      | 8 juin 1985       | Espagne     | Movistar               |  |
| Marc Soler              | 22 novembre 1993  | Espagne     | Movistar               |  |
| Rory Sutherland         | 8 février 1982    | Australie   | Movistar               |  |
| Jasha Sütterlin         | 4 novembre 1992   | Allemagne   | Movistar               |  |
| Alejandro Valverde      | 25 avril 1980     | Espagne     | Movistar               |  |

### Encadrement
Depuis le départ de José Miguel Echavarri en 2007, l'équipe Movistar est dirigée par Eusebio Unzue, directeur sportif de l'équipe (successivement nommée Reynolds, Banesto, ibanesto.com, Illes Balears et Caisse d'épargne) depuis 1985, après avoir dirigé les équipes junior puis amateur de 1974 à 1984.
Les directeurs sportifs sont José Luis Jaimerena, José Luis Arrieta, José Vicente García Acosta, José Luis Laguía, Pablo Lastras et Alfonso Galilea. Les cinq premiers ont été coureurs de l'équipe. Jaimerena, Arrieta, García Acosta et Laguía en sont directeurs sportifs respectivement depuis 1996, 2011, 2012 et 2013. Pablo Lastras, qui a effectué la totalité de sa carrière de coureur dans l'équipe, de 1998 à 2015, devient directeur sportif en 2017. Alfonso Galilea est gérant et directeur technique de l'équipe. Il a dirigé l'équipe Banesto amateur de 1996 à sa disparition en 2000, puis a intégré l'encadrement de l'équipe professionnelle. Depuis 2009, il préside l'association espagnoles des équipes cyclistes professionnelles (ECP) et est membre du conseil du cyclisme professionnel de la RFEC. De 2013 à 2015, il a présidé le comité directeur de l'AIGCP,.

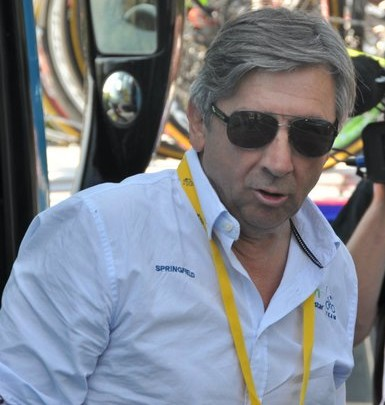
Eusebio Unzué en 2012.
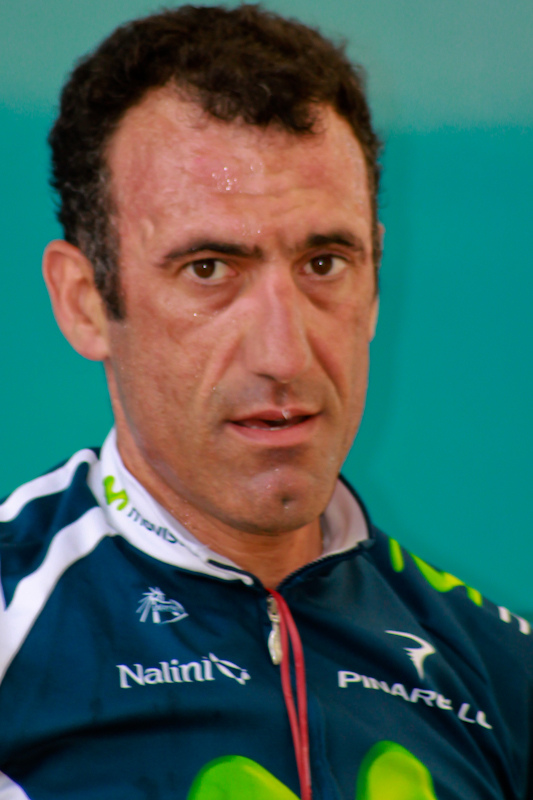
José Vicente García Acosta en 2011.
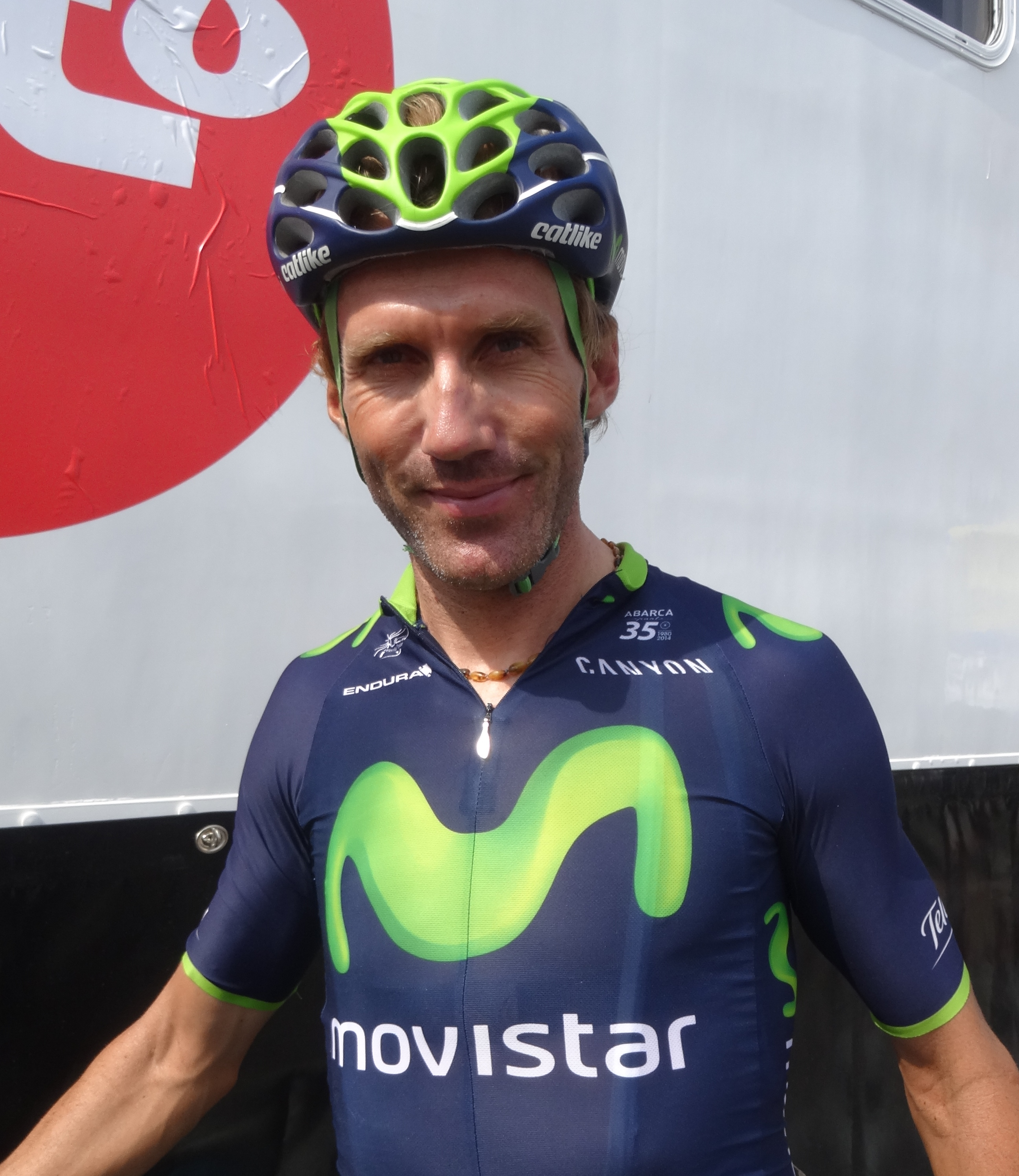
Pablo Lastras en 2014.

## Bilan de la saison
Movistar remporte 31 courses en 2017, ce qui en fait la cinquième équipe World Tour la plus prolofique de la saison, et termine à la sixième place du classement par équipes du World Tour, qu'elle avait remporté lors des quatre saisons précédentes.

### Victoires
| Victoires | Victoires                                                                  | Victoires | Victoires | Victoires            | Victoires |
| Date      | Course                                                                     | Pays      | Classe    | Vainqueur            |           |
| --------- | -------------------------------------------------------------------------- | --------- | --------- | -------------------- | --------- |
| 4 fév.    | 4e étape du Tour de la Communauté valencienne                              | Espagne   | 2.1       | Nairo Quintana       |           |
| 5 fév.    | Classement général, Tour de la Communauté valencienne                      | Espagne   | 2.1       | Nairo Quintana       |           |
| 11 fév.   | Tour de Murcie                                                             | Espagne   | 1.1       | Alejandro Valverde   |           |
| 15 fév.   | 1re étape du Tour d'Andalousie                                             | Espagne   | 2.HC      | Alejandro Valverde   |           |
| 17 fév.   | 3e étape du Tour de l'Algarve                                              | Portugal  | 2.HC      | Jonathan Castroviejo |           |
| 19 fév.   | Classement général, Tour d'Andalousie                                      | Espagne   | 2.HC      | Alejandro Valverde   |           |
| 26 fév.   | Classement général, Tour de l'Alentejo                                     | Portugal  | 2.1       | Carlos Barbero       |           |
| 11 mars   | 4e étape, Tirreno-Adriatico                                                | Italie    | 2.UWT     | Nairo Quintana       |           |
| 14 mars   | Classement général, Tirreno-Adriatico                                      | Italie    | 2.UWT     | Nairo Quintana       |           |
| 22 mars   | 3e étape du Tour de Catalogne                                              | Espagne   | 2.UWT     | Alejandro Valverde   |           |
| 24 mars   | 5e étape du Tour de Catalogne                                              | Espagne   | 2.UWT     | Alejandro Valverde   |           |
| 26 mars   | Classement général, Tour de Catalogne                                      | Espagne   | 2.UWT     | Alejandro Valverde   |           |
| 26 mars   | 7e étape du Tour de Catalogne                                              | Espagne   | 2.UWT     | Alejandro Valverde   |           |
| 2 avr.    | Tour de La Rioja                                                           | Espagne   | 1.1       | Rory Sutherland      |           |
| 5 avr.    | 3e étape du Circuit de la Sarthe - Pays de la Loire                        | France    | 2.1       | Alex Dowsett         |           |
| 7 avr.    | 5e étape du Tour du Pays basque                                            | Espagne   | 2.UWT     | Alejandro Valverde   |           |
| 8 avr.    | Classement général, Tour du Pays basque                                    | Espagne   | 2.UWT     | Alejandro Valverde   |           |
| 9 avr.    | Klasika Primavera                                                          | Espagne   | 1.1       | Gorka Izagirre       |           |
| 19 avr.   | La Flèche Wallonne                                                         | Belgique  | 1.UWT     | Alejandro Valverde   |           |
| 23 avr.   | Liège-Bastogne-Liège                                                       | Belgique  | 1.UWT     | Alejandro Valverde   |           |
| 30 avr.   | 2e étape du Tour des Asturies                                              | Espagne   | 2.1       | Nairo Quintana       |           |
| 6 mai     | 2e étape du Tour de la communauté de Madrid                                | Espagne   | 2.1       | Carlos Barbero       |           |
| 7 mai     | 3e étape du Tour de la communauté de Madrid                                | Espagne   | 2.1       | Jasha Sütterlin      |           |
| 13 mai    | 8e étape du Tour d'Italie                                                  | Italie    | 2.UWT     | Gorka Izagirre       |           |
| 14 mai    | 9e étape du Tour d'Italie                                                  | Italie    | 2.UWT     | Nairo Quintana       |           |
| 21 mai    | 3e étape du Tour de Castille-et-León                                       | Espagne   | 2.1       | Carlos Barbero       |           |
| 2 juin    | 1re étape, Hammer Sportzone Limburg                                        | Pays-Bas  | 2.1       | Movistar Team        |           |
| 23 juin   | Championnat d'Espagne du contre-la-montre                                  | Espagne   | CN        | Jonathan Castroviejo |           |
| 25 juin   | Course en ligne masculine aux championnats d'Espagne de cyclisme sur route | Espagne   | CN        | Jesús Herrada        |           |
| 31 juill. | Circuit de Getxo                                                           | Espagne   | 1.1       | Carlos Barbero       |           |
| 4 août    | 4e étape du Tour de Burgos                                                 | Espagne   | 2.HC      | Carlos Barbero       |           |

### Résultats sur les courses majeures
Les tableaux suivants représentent les résultats de l'équipe dans les principales courses du calendrier international (les cinq classiques majeures et les trois grands tours). Pour chaque épreuve est indiqué le meilleur coureur de l'équipe, son classement ainsi que les accessits glanés par Movistar sur les courses de trois semaines.

#### Classiques
| Classique            | Milan-San Remo        | Tour des Flandres     | Paris-Roubaix         | Liège-Bastogne-Liège     | Tour de Lombardie   |
| -------------------- | --------------------- | --------------------- | --------------------- | ------------------------ | ------------------- |
| Coureur (classement) | Daniele Bennati (14e) | Nélson Oliveira (18e) | Jasha Sütterlin (40e) | Alejandro Valverde (1er) | Nairo Quintana (9e) |

#### Grands tours
| Grand tour           | Tour d'Italie                                                                           | Tour de France       | Tour d'Espagne      |
| -------------------- | --------------------------------------------------------------------------------------- | -------------------- | ------------------- |
| Coureur (classement) | Nairo Quintana (2e)                                                                     | Nairo Quintana (12e) | Daniel Moreno (18e) |
| Accessits            | 2 victoires d'étapes (Gorka Izagirre, Nairo Quintana), classement par équipes aux temps | -                    | -                   |

### Classement UCI
Movistar termine à la 6e place du classement par équipes du World Tour avec 7399 points. Ce total est obtenu par l'addition des points de ses coureurs au classement individuel. Le coureur de l'équipe le mieux classé est Alejandro Valverde, 7e avec 2105 points.
| Rang | Coureur              | Points |
| ---- | -------------------- | ------ |
| 7    | Alejandro Valverde   | 2105   |
| 13   | Nairo Quintana       | 1811   |
| 62   | Jesus Herrada        | 668    |
| 81   | Gorka Izagirre       | 500    |
| 84   | Marc Soler           | 462    |
| 94   | José Joaquín Rojas   | 393    |
| 123  | Jonathan Castroviejo | 229    |
| 140  | Daniel Moreno        | 170    |
| 142  | Jasha Sütterlin      | 163    |
| 168  | Andrey Amador        | 121    |
| 177  | Víctor de la Parte   | 106    |
| 182  | Daniele Bennati      | 101    |
| 185  | Carlos Betancur      | 100    |
| 231  | Rubén Fernandez      | 66     |
| 235  | Winner Anacona       | 63     |
| 239  | Nélson Oliveira      | 61     |
| 251  | José Herrada         | 54     |
| 255  | Carlos Barbero       | 52     |
| 273  | Richard Carapaz      | 43     |
| 295  | Alex Dowsett         | 35     |
| 297  | Imanol Erviti        | 34     |
| 320  | Dayer Quintana       | 24     |
| 358  | Antonio Pedrero      | 15     |
| 370  | Rory Sutherland      | 12     |
| 388  | Héctor Carretero     | 8      |
| 421  | Jorge Arcas          | 3      |